# 建湖县第二人民医院
建湖县第二人民医院，是中华人民共和国江苏省的一所医院，为二级乙等医院，位于建湖县上冈镇角头路137号。

## 规模
建湖县第二人民医院总床位150张，日门诊量304人次。